# Innocenzo Manzetti
Innocent Vincent Barthélemy Charles Louis Manzetti (Aoste, 17 mars 1826 - Aoste, 15 mars 1877) est un scientifique et inventeur italien, originaire d'Aoste.  
Selon des études menées par le Centre d'études Jean-Baptiste de Tillier d'Aoste, Innocent Manzetti serait le vrai inventeur du téléphone, précurseur d'Alexandre Graham Bell et d'Antoine Meucci. Il mit au point cette invention entre 1843 et 1865, sans enregistrer le brevet.
Il est connu également pour avoir inventé, entre autres, le Joueur de flûte, un automate jouant de la flûte, une voiture à vapeur, une pompe hydraulique, un ciment hydraulique spécial et une machine pour sculpter.

## Biographie

### Origine et famille
Innocent Manzetti est né à Aoste, paroisse de Saint-Jean  alors que son acte déclaratif de décès indique qu'il serait né à Invorio (province de Novare) dans le Piémont d'où est originaire son père Pierre, négociant et sa mère Rose Fornara ménagère qui s'établissent à Aoste. Il fait ses études chez les Frères des écoles chrétiennes puis au collège des Jésuites de la cité avant que ses parents de l'envoient à l'université de Turin où il obtient un diplôme de géomètre. Il revient ensuite à Aoste exercer cette profession. En 1864, il épouse Rose-Sophie Anzola d'Aoste mais leur union reste stérile. Son neveu Léon Manzetti sera organiste et maître de chapelle de la cathédrale d'Aoste 

### Premières années

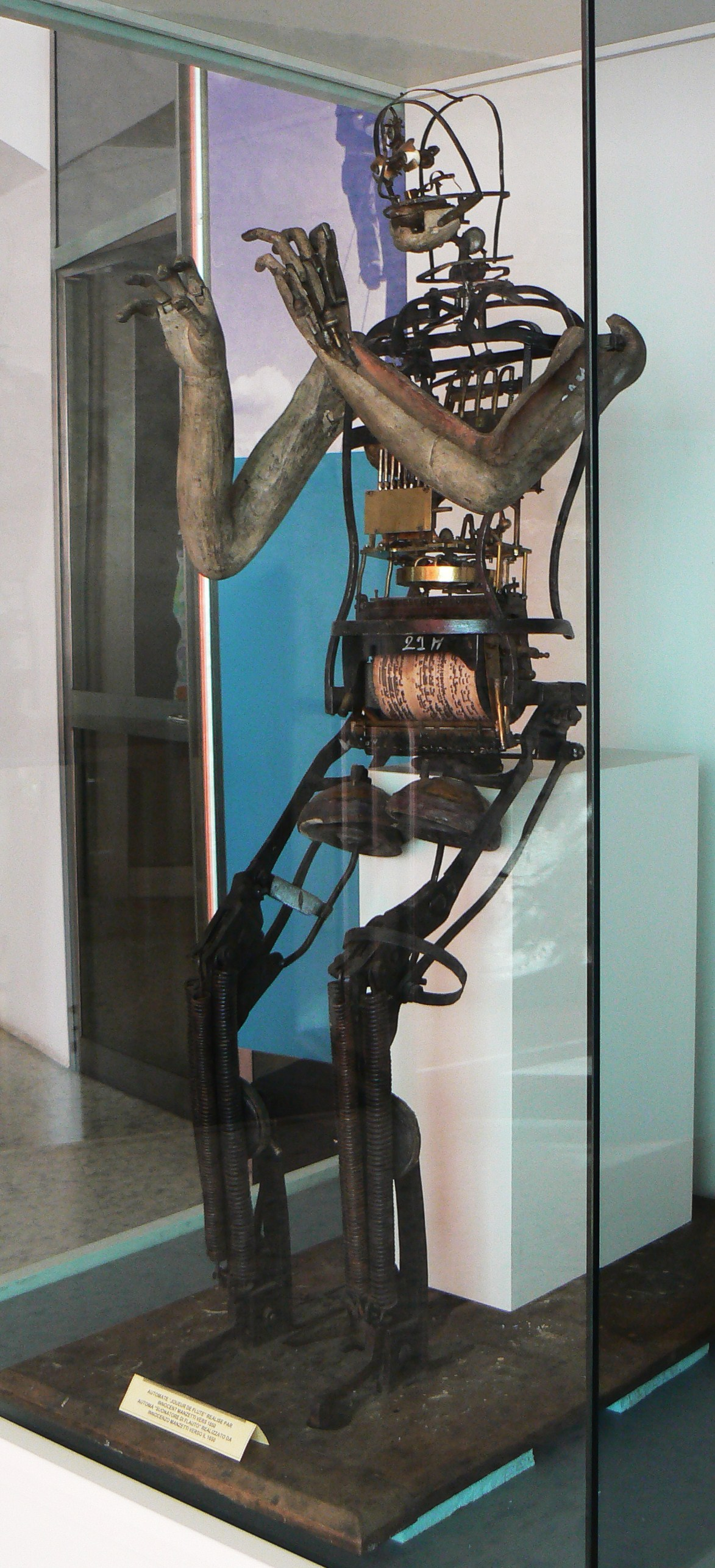
Le joueur de flûte (1840), ici photographié à la Maison de Mosse, exposé aujourd'hui au Centre Saint-Bénin

Il s'intéressa à la mécanique appliquée. En 1840, il réalisa un automate qui jouait de la flûte à travers un mécanisme à air comprimé et un programme gravé sur un disque, comme pour les carillons. Cet instrument était très avancé pour l'époque, et il constitue encore aujourd'hui l'objet d'étude de plusieurs experts, étant donné qu'il pourrait être considéré comme le premier moteur pneumatique du monde. 
Le but de Manzetti était celui de faire parler son automate, qui avait attiré l'attention de nombreux savants et chercheurs de son époque, même de l'étranger, qui voulaient l'exposer aux plus importants salons et expositions scientifiques. Déjà en 1843, il avait envisagé un système pour réaliser un « télégraphe vocal ». 

### Principales inventions
Ensuite, il réalisa beaucoup d'autres instruments mécaniques : 
- un tour pour confectionner et polir les lentilles de longue vue.
- un télescope avec un objectif achromatique.
- l'une des premières voitures à vapeur légères (1864), qui pouvait circuler le long des rues[6] (les journaux d'Aoste et de Turin en parlèrent entre 1869 et 1870)[7].
- un mécanisme pour vider l'eau du puits Saint-Jean du filon de la mine d'Ollomont
- le brevet de la machine familiale pour les pâtes (1857), encore largement utilisée de nos jours.
- un appareil permettant de sculpter des figures en bas-reliefs à partir de photographies.
- un procédé pour donner aux briques la consistance de la pierre.

### Le téléphone
Au début des années 1860, il se concentra sur le « télégraphe vocal ». Entre 1864 et 1865, il créa un véritable téléphone électrique qui transmettait la voix humaine à une distance supérieure à 500 mètres. Cet exploit fut diffusé par la presse en été 1865. Les journaux du monde entier annonçaient qu'un inventeur avait finalement trouvé le système pour transmettre la voix à distance à l'aide de l'électricité.
Antoine Meucci, un émigré italien à New York, était presque parvenu au même résultat. Quelques mois après avoir appris la nouvelle de la découverte de Manzetti, il écrivit une lettre à un journal américain et déclara « Je ne peux pas nier à Monsieur Manzetti son invention », et décrivit son prototype, qui était bien moins perfectionné et pratique que le modèle de l'inventeur aostois. 
Mais à cause des coûts, ni l'un ni l'autre ne brevetèrent leur invention, appelée Télettrophone par Meucci et Télégraphe vocal par Manzetti. En réalité, Meucci enregistra un caveat, une réservation de brevet valable pendant deux ans aux États-Unis, mais il ne parvint pas à le confirmer. 
Le 14 février 1876, Alexandre Bell déposa son brevet pour le téléphone. Au cours des décennies suivantes, une véritable querelle se déclencha au sujet de cette invention révolutionnaire, surtout à cause des énormes rentes économiques effectives et potentielles. 
Bell gagna cette bataille et put jouir de ces rentes, mais récemment la querelle a été rouverte, avec une tendance à rendre à Meucci sa priorité intellectuelle par rapport à Bell. Toutefois, beaucoup de doutes persistent à ce sujet, puisqu'une hypothèse est de nos jours en cours d'analyse, concernant un degré de paternité première à reconnaître à Innocent Manzetti[réf. nécessaire]. 
Manzetti meurt le 17 mars 1877 à l'âge de 51 ans. Il est enterré au cimetière de Saint-Ours.

## Hommages
La place de la gare d'Aoste, ainsi que l'Institut technique pour comptables d'Aoste sont dédiés à Innocent Manzetti.